# Dobšín
Dobšín település Csehországban, a Mladá Boleslav-i járásban. Dobšín Dolní Bousov, Kněžmost, Libošovice és Přepeře településekkel határos. Lakosainak száma 286 fő (2024. január 1.).

## Népesség
A település lakosságának változását az alábbi diagram mutatja:
| Lakosok száma | 336  | 331  | 300  | 224  | 225  | 209  | 250  | 274  | 281  | 286  |
|               | 1869 | 1890 | 1921 | 1950 | 1980 | 2001 | 2017 | 2019 | 2022 | 2024 |